# Adanates
Les Adanates (Adanatium) ou Édenates est un peuple gaulois installé dans les Alpes, dont la capitale pourrait être Seyne, dans l'actuel département des Alpes-de-Haute-Provence. 
Aux côtés d'autres peuples alpins, les Adanates combattent les Romains et ne sont soumis qu'en -16. Cette victoire sur les peuples alpins est commémorée sur l'arc de triomphe de Suse où le nom des Adanates côtoie entre autres celui des Salasses, des Graiocèles ou des Médulles. Les Adanates sont dès lors intégrés à la province des Alpes Cottiennes.